# Huis Tuyt
Huis Tuyt is een 19e-eeuws woonhuis aan de Toussaintkade 22, Zeeheldenkwartier, in Den Haag. Het pand is in een neoclassicistische stijl gebouwd. Delen van het interieur vertonen stijlelementen uit de empirestijl. De woning werd in 1822 gebouwd in opdracht van Elisabeth Maria Thiebout. Sinds 2015 is het pand in bezit van Vereniging Hendrick de Keyser.

## Geschiedenis
Huis Tuyt is als een van de eerste woningen van na de 17e-eeuwse omgrachting van Den Haag gebouwd. Het pand staat er net buiten. Het werd gebouwd in opdracht van Elisabeth Thiebout, zij was weduwe van Jacobus Heppener. Heppener was een bekend leerlooier in Den Haag. In 1849 liet de toenmalige bewoner aan de achterzijde een serre bouwen. Aan het begin van de 20e eeuw kocht de familie Tuyt het pand. In 1939 liet psychiater Johannes Philippus Tuyt de woning verbouwen tot woning met praktijkruimte. Op de serre kwam toen een extra kamer, waar Tuyt praktijk kon houden. De laatste eigenaresse, Geertruida van Dalen, liet het pand in 2015 na aan de Vereniging Hendrick de Keyser.

## Exterieur
Huis Tuyt is een vier traveeën breed pand met de voordeur in de linker travee van het midden. Links van de deur is een eerste steen aangebracht. Op deze steen staat het jaartal 1822. Alleen het jaartal is nog leesbaar, de rest van de tekst niet. De voordeur heeft een eenvoudige deuromlijsting. De voordeur zelf is uit de bouwtijd, deze is voorzien van snijwerk en een getorste middennaald. Ook de deuromlijsting is uit de bouwtijd. Het bovenlicht is echter van omstreeks 1900, dit is voorzien van glas-in-loodramen. De voorgevel is twee bouwlagen hoog en wordt afgesloten door een houten kroonlijst. De nok staat evenwijdig aan de weg en heeft op de twee punten een schoorsteen. In het midden staat op de zolderverdieping een dakkapel met een breedte van twee traveeën. Deze dakkapel is halverwege de 19e eeuw geplaatst en stamt daardoor niet uit de bouwtijd. Op de voorkant zijn vier pilasters geplaatst. Twee op de hoeken en twee direct naast de ramen.

## Interieur
In het interieur zijn onder andere de stucplafonds uit 1822 bewaard gebleven, ook zijn er elementen die stammen van twee verbouwingen in 1894 en 1939. De hal is nog origineel en loopt in een rechte lijn door van de voordeur naar de achterdeur. Rechts van de hal is een kamer en suite, links van de hal een kleine voorkamer, het trappenhuis en achterin de keuken.
Op de verdieping loopt de gang niet in de lengte van de woning, maar over de breedte. Aan de voorzijde van de woning is een grote slaapkamer gesitueerd. Naast de slaapkamer een badkamer. Aan de achterzijde bevinden zicht twee kleinere kamers. Ook de originele indeling op de zolder is nog deels herkenbaar, met een herkenbare provisiekamer.